# Bjørnnutane
Bjørnnutane är en bergstopp i Antarktis. Norge gör anspråk på området. Toppen på Bjørnnutane är 2 590 meter över havet.
Terrängen runt Bjørnnutane är kuperad åt nordväst, men åt sydost är den platt. Bjørnnutane är den högsta punkten i trakten. Trakten är glest befolkad. Det finns inga samhällen i närheten.